# Одесагаз
Одесагаз (англ. Public joint-stock Company «ODESAGAZ») — створена на виконання указу Президента України від
15 червня 1994 року «Про корпоратизацію підприємств».
АТ «Одесагаз» — одне із найстаріших господарств газотранспортної системи України

## Історія компанії
7 квітня 1864 р. — в цей день між Одеською міською розпорядчою Думою та підлеглим Баварії Августом Рідінгером був підписаний контракт про будівництво в Одесі газового заводу. До 1913 р. на газовому заводі вироблявся світильний газ для освітлення вулиць міста.
До 1917 р. загальна протяжність газопроводів в Одесі складала понад 80 км, а ліхтарів газового освітлення по місту нараховувалося 2 тис. Період з 1920 р. по 1931 р. був часом розрухи і газовий завод знаходився у стані занепаду. Але у передвоєнні 10 років газовий завод було відновлено, а система газопостачання стала невід'ємною частиною міського газового господарства. Цьому сприяла й доступність газопостачання (27 коп. за 1 м³ для абонентів).
У період з 1945 р. по 1950 р. відбувається друге народження газового господарства в Одесі. Кількість газифікованих квартир у цей період зростає з 510 у 1945 р. до 5510 у 1950 р., протяжність газопроводів з 12,2 км до 67,3 км у 1950 р.
Сьогодні «Одесагаз» — потужне сучасне підприємство. У 2004 році за видатні трудові заслуги і значний внесок в розвиток газового господарства України, високу професійну майстерність працівників, безаварійну роботу, значні успіхи в збільшенні об'ємів реалізації природного газу, поліпшення якості обслуговування і рівня розрахунків за споживаний газ, високі техніко-економічні показники колективу ПАТ «Одесагаз» був вручений перехідний приз ДК «Газ України» — «Найкращому підприємству по газопостачанню і газифікації України».
ПАТ «Одесагаз» об'єднує газові господарства Одеської області. У його склад, окрім служб і відділів головного підприємства входять 16 управлінь по експлуатації газового господарства. Кількість працівників — 2875 чоловік.
Загальна протяжність газопроводів — 12056,623 км і включає 419 газорозподільних пункту, 1865 пунктів шафового типа і 913 станцій катодного захисту.
Природний газ отримують промислові підприємства, комунально-побутові об'єкти і населення 19 міст, 36 сіл міського типа і 1136 сіл Одеської області.
Газифіковано 827617 квартир, з них природним газом 586694 квартири. Встановлено і знаходяться в експлуатації 387021 лічильників газу.

## Структура
- До складу ПАТ «Одесагаз» входить 16 структурних підрозділів на правах філій, виробничі об'єкти яких знаходяться в Одеській області:
  - АНАНЬЇВСЬКЕ УПРАВЛІННЯ ЕКСПЛУАТАЦІЇ ГАЗОВОГО ГОСПОДАРСТВА ;
  - АРЦИЗЬКЕ УПРАВЛІННЯ ЕКСПЛУАТАЦІЇ ГАЗОВОГО ГОСПОДАРСТВА ;
  - БАЛТСЬКЕ УПРАВЛІННЯ ЕКСПЛУАТАЦІЇ ГАЗОВОГО ГОСПОДАРСТВА ;
  - БЕРЕЗІВСЬКЕ УПРАВЛІННЯ ЕКСПЛУАТАЦІЇ ГАЗОВОГО ГОСПОДАРСТВА ;
  - БОЛГРАДСЬКЕ УПРАВЛІННЯ ЕКСПЛУАТАЦІЇ ГАЗОВОГО ГОСПОДАРСТВА ;
  - ІВАНІВСЬКЕ УПРАВЛІННЯ ЕКСПЛУАТАЦІЇ ГАЗОВОГО ГОСПОДАРСТВА ;
  - ІЗМАЇЛЬСЬКЕ УПРАВЛІННЯ ЕКСПЛУАТАЦІЇ ГАЗОВОГО ГОСПОДАРСТВА ;
  - КОТОВСЬКЕ УПРАВЛІННЯ ЕКСПЛУАТАЦІЇ ГАЗОВОГО ГОСПОДАРСТВА ;
  - ОВІДІОПОЛЬСЬКЕ УПРАВЛІННЯ ЕКСПЛУАТАЦІЇ ГАЗОВОГО ГОСПОДАРСТВА ;
  - РОЗДІЛЬНЯНСЬКЕ УПРАВЛІННЯ ЕКСПЛУАТАЦІЇ ГАЗОВОГО ГОСПОДАРСТВА ;
  - ШИРЯЇВСЬКЕ УПРАВЛІННЯ ЕКСПЛУАТАЦІЇ ГАЗОВОГО ГОСПОДАРСТВА ;
  - РЕНІЙСЬКЕ УПРАВЛІННЯ ЕКСПЛУАТАЦІЇ ГАЗОВОГО ГОСПОДАРСТВА ;
  - БІЛГОРОД-ДНІСТРОВСЬКЕ УПРАВЛІННЯ ЕКСПЛУАТАЦІЇ ГАЗОВОГО ГОСПОДАРСТВА ;
  - ОДЕСЬКЕ МІЖРАЙОННЕ УПРАВЛІННЯ ЕКСПЛУАТАЦІЇ ГАЗОВОГО ГОСПОДАРСТВА ;
  - УПРАВЛІННЯ ЕКСПЛУАТАЦІЇ ГАЗОВОГО ГОСПОДАРСТВА М.ОДЕСА ;

## Виробнича діяльність
Основними видами діяльності Компанії є:
- розподіл природного газу із газотранспортної мережі України населенню, промисловим, комунально-побутовим та іншим споживачам газу Одеської області;
- підготовка та надання технічних умов на підключення споживачів газу до газових мереж;
- встановлення, експлуатація і сервісне обслуговування газового обладнання;
- діагностування основного та допоміжного обладнання ;
- проектування, будівництво та монтаж газопроводів високого і низьких тисків і об'єктів на них;
- ремонт та повірка побутових і промислових лічильників газу ;
- здійснення планової та позапланової перевірки вузлів обліку газу юридичних та фізичних осіб ;

## Фінансові показники
За 12 місяців 2013 року по діючими цінами і тарифами отримано доходів на суму 407,9 млн.грн., що на 26,1 млн.грн. або 6,8 % більше, ніж в попередньому році.
З транспортування природного газу розподільними трубопроводами обсяг послуг збільшився на 12,3 % за рахунок збільшення обсягів споживання газу промисловими підприємствами.
З поставки газу доходи знизилися в порівнянні з 2012 роком на 6,8 % за рахунок поставки газу теплопостачальним підприємствам.
Скоротилася реалізація скрапленого газу на 73,3 %. Це викликано переведенням квартир на природний газ, а також недостатністю обсягів аукціонного газу для продажу населенню. Тому скраплений газ для населення з лютого 2013 ПАТ «Одесагаз» не реалізується.
Доходи від іншої діяльності зросли на 25,4 % порівняно з 2012 роком за рахунок проведення робіт з приєднання споживачів до газових мереж згідно з постановами НКРЕ. Доходи отримані також від виконання таких видів робіт як установка побутових газових лічильників, технічне обслуговування газового обладнання, ремонтні, проектні, будівельно-монтажні та інші роботи.
Витрати на виробництво в 2013 році зросли незначно в порівнянні з 2012 роком. Матеріальні витрати знизилися за рахунок вартості природного і скрапленого газу на технологічні та власні потреби. Збільшилася амортизація основних фондів за рахунок прийняття їх на баланс, інші витрати збільшилися за рахунок договорів страхування і програмного забезпечення.
За результатами роботи за рік було отримано прибуток. Однак при переході на Міжнародні стандарти фінансової звітності була проведена дооцінка основних засобів до справедливої вартості, нараховані резерви відпусток та страхування ризиків, що призвело до утворення значних збитків.
Збиток від звичайної діяльності з урахуванням необхідних відрахувань до бюджету склав 45,4 млн.грн.